# Affaltrach
Affaltrach ist ein Ortsteil der Gemeinde Obersulm im Landkreis Heilbronn im nördlichen Baden-Württemberg.

## Geschichte
Der Ort wurde 1254 erstmals erwähnt. Affaltrach gehörte im 13. Jahrhundert den Grafen von Löwenstein und den Herren von Weinsberg. Der löwensteinische Teil war von 1278 bis 1805 im Besitz des katholischen Johanniterordens (heute korrekterweise Malteserorden genannt und seit der Reformation nicht zu verwechseln mit dem evangelisch gewordenen und bis heute gebliebenen Johanniterorden), der seine Kommende um 1600 von Schwäbisch Hall nach Affaltrach verlegte. Die erste Stadt- und Gerichtsordnung für Affaltrach mit Regeln für Aufgaben und Gehalt des Schultheißen, der Richter und Gerichtsschreiber sowie die Pflichten der Handwerker und Heiligenpfleger stammt von 1586. Um 1600 wurden rund 600 Einwohner gezählt. Im 17. Jahrhundert brachten der Dreißigjährige Krieg und die Pest großes Elend über den Ort, so dass die Einwohnerzahl bis zum Jahr 1648 auf 128 Personen sank.
Zum 1. Mai 1972 entstand die neue Gemeinde Obersulm durch den Zusammenschluss der Gemeinden Affaltrach, Eichelberg, Eschenau, Weiler bei Weinsberg und Willsbach. Am 1. Januar 1975 wurde noch Sülzbach eingemeindet. Durch Bebauung längs der Verbindungsstraßen zu den Nachbarorten Willsbach und Eschenau ist Affaltrach baulich inzwischen mit diesen Obersulmer Ortsteilen zusammengewachsen.

### Religionen
Aufgrund der Besitzgeschichte des Ortes mit Besitzanteilen katholischer und protestantischer Herrschaften gibt es in Affaltrach seit Jahrhunderten eine katholische und eine evangelische Kirchengemeinde. Die alte Johanneskirche wurde von 1706 bis zum Bau der katholischen Kirche 1898/99 als Simultankirche verwendet. Die heutige evangelische Kirchengemeinde Affaltrach gehört zum Kirchenbezirk Weinsberg-Neuenstadt der Evangelischen Landeskirche in Württemberg.
Eine jüdische Gemeinde ist in Affaltrach seit dem 17. Jahrhundert belegt. Zur Jüdischen Gemeinde Affaltrach zählten zeitweise auch die zahlenmäßig geringeren Eschenauer Juden, die 1797 eine eigene Synagoge errichteten. Der Affaltracher Judenfriedhof war auch Begräbnisstätte für weitere umliegende Gemeinden. 1851 wurde die Synagoge Affaltrach in ihrer heutigen Gestalt erbaut. Von den wenigen, nach 1933 noch in Affaltrach oder Eschenau lebenden Juden kamen nach 1940 sechs Personen im Zuge der Euthanasie oder der Deportation deutscher Juden zu Tode. 1941/42 wurden nochmals über 100 ältere Juden aus anderen Orten in das Eschenauer Schloss einquartiert, einem Zwangsaltersheim. Von ihnen starben elf, die auf dem jüdischen Friedhof Affaltrach beigesetzt wurden. Die anderen wurden 1942 nach Theresienstadt deportiert und kamen dort oder in den Vernichtungslagern des Ostens ums Leben.

### Wappen
Die Blasonierung des Affaltracher Wappens lautete bis 1967: In Blau ein bewurzelter silberner Apfelbaum, oben rechts ein silbernes Johanniterkreuz, ab 1967 In Blau ein silbernes Johanniterkreuz. Die Flagge der Gemeinde war Weiß-Blau.
Das Wappen war 1914 von der württembergischen Archivdirektion vorgeschlagen, aber erst 1928 von der Gemeinde angenommen worden. Der Apfelbaum sollte als redende Wappenfigur den Ortsnamen Affaltrach (mhd. affalter bedeutet Apfelbaum) symbolisieren, das Johanniterkreuz an die Ortsherrschaft des Johanniterordens erinnern. Am 19. Juni 1967 schrieb der Affaltracher Bürgermeister an die Archivdirektion, dieses Wappen sei bis dahin nicht in Affaltrach heimisch geworden, von verschiedenen Seiten der Bevölkerung werde der Wunsch geäußert, den Apfelbaum herauszunehmen und nur das silberne Johanniterkreuz auf blauem Grund als Wappen zu führen. Dieses Wappen wurde der Gemeinde dann am 10. November 1967 vom baden-württembergischen Innenministerium verliehen.

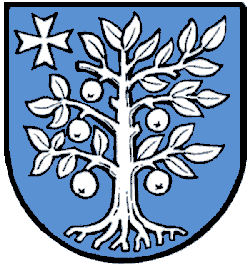
Wappen Affaltrachs bis 1967
Wappen Affaltrachs ab 1967

## Kultur und Sehenswürdigkeiten

### Museen
Das Museum zur Geschichte der Juden in Kreis und Stadt Heilbronn befindet sich in der 1851 erbauten Synagoge Affaltrach.

### Bauwerke

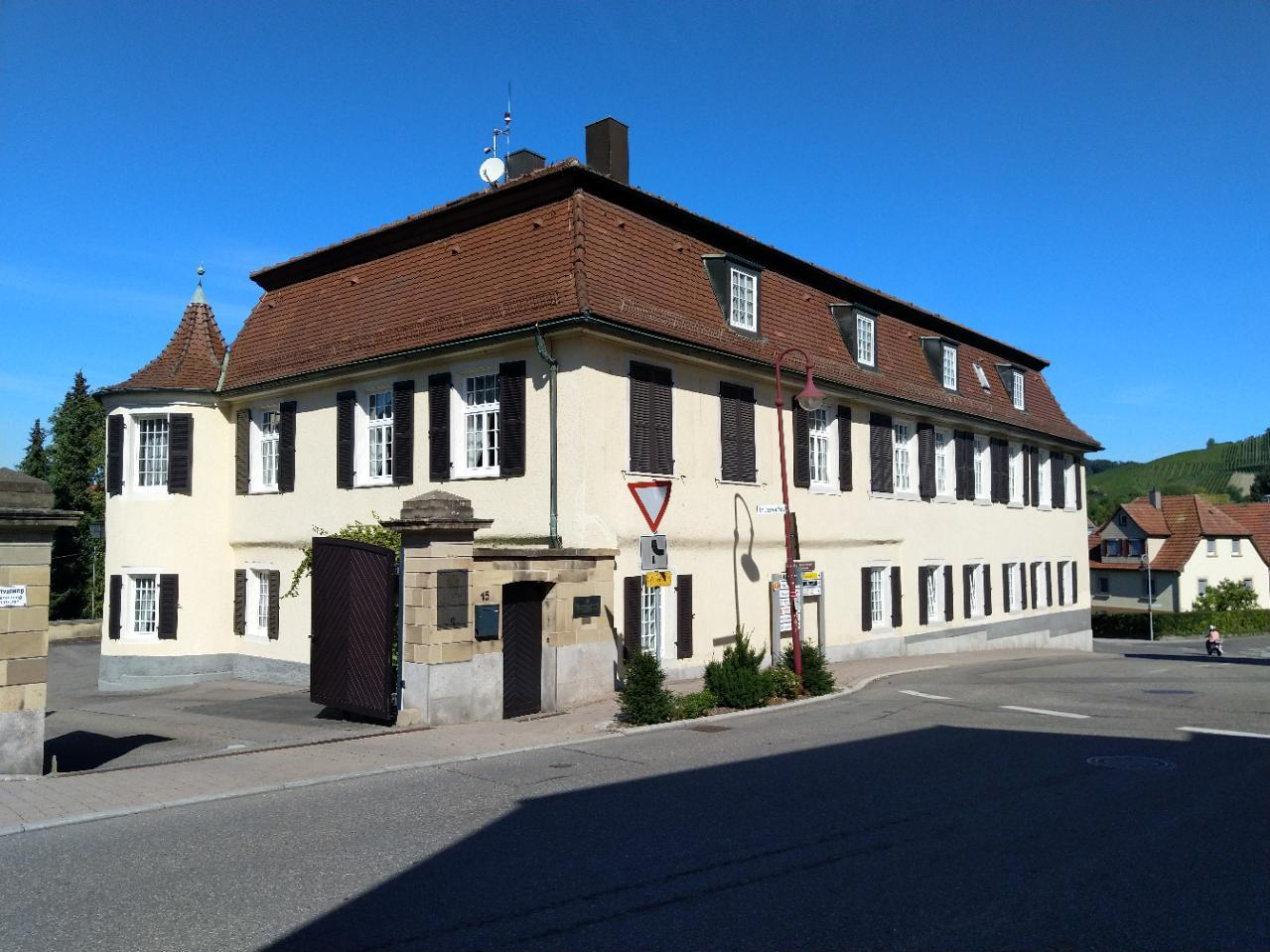
Schloss Affaltrach

- Schloss Affaltrach ist das Kommenturgebäude der ehemaligen Johanniter-Kommende von 1694. In der Schlossanlage befindet sich die 1928 gegründete Schlosskellerei Affaltrach.
- Die evangelische Johanneskirche geht auf einen spätgotischen Bau zurück, der seine heutige Gestalt durch eine neobarocke Umgestaltung 1903 erhielt. Von 1706 bis zum Bau der katholischen Kirche 1898/99 diente das Kirchengebäude als Simultankirche. Ein gleichberechtigtes und rücksichtsvolles Verhältnis zwischen den Konfessionen entwickelte sich erst, als 1806 die geistlichen Landesherren, also auch die Orden, ihre herrschaftlichen Rechte verloren. Affaltrach kam dabei als Ganzes zu Württemberg. Seit 1889 plante die katholische Gemeinde, eine eigene Kirche zu errichten. Nach der Fertigstellung der katholischen Kirche St. Johann Baptist im Jahr 1899 wurde die evangelische Kirchengemeinde Alleineigentümerin der alten Pfarrkirche St. Johann, die sie daraufhin mit Architekt Theophil Frey bis 1902 um ein Querhaus erweiterte und renovierte. 1991/92 wurde die Kirche außen und 1996/97 innen renoviert. Das Chorfenster mit dem Motiv Jesus segnet die Kinder entwarf der Stuttgarter Künstler Theodor Bauerle, ausgeführt und eingebaut wurde es 1902 von der Stuttgarter Glasmalwerkstatt Waldhausen & Ellenbeck. 1997 wurde das Gemälde Christus als Weltenherrscher von 1812 des aus Heilbronn stammenden Wiener Künstlers Heinrich Friedrich Füger gestiftet.[8][9]
- Bei der Kirche befindet sich das historische evangelische Pfarrhaus in Fachwerkbauweise.
- Das alte katholische Pfarrhaus befindet sich ebenfalls bei der evangelischen Johanneskirche und ist ein 1832 erneuertes Fachwerkhaus, das auf eine alte Johanniterherberge zurückgeht und 1983 in den Besitz der evangelischen Gemeinde gelangte, die es in ihr Gemeindezentrum integrierte.
- Die katholische Pfarrkirche St. Johann Baptist wurde 1898/99 nach Plänen von Richard Raisch erbaut. Die ursprünglich reicher geschmückte Kirche erhielt ihr schlichtes Inneres im Zuge einer Renovierung im Jahr 1957. Die Kreuzwegstationen, der Taufstein und die Orgelempore mit Orgel datieren noch aus der Zeit der Errichtung des Bauwerks. Vier Heiligenfiguren aus Lindenholz und eine Madonnenfigur aus dem späten 15. Jahrhundert stammen aus der älteren Johanneskirche.
- Die Synagoge Affaltrach wurde 1851 errichtet und dient heute als Museum zur Geschichte der Juden in Kreis und Stadt Heilbronn.
- Zu den weiteren markanten Gebäuden des Ortes zählt das auch als Dorfburg bezeichnete, 1913 eröffnete katholische Schulhaus.

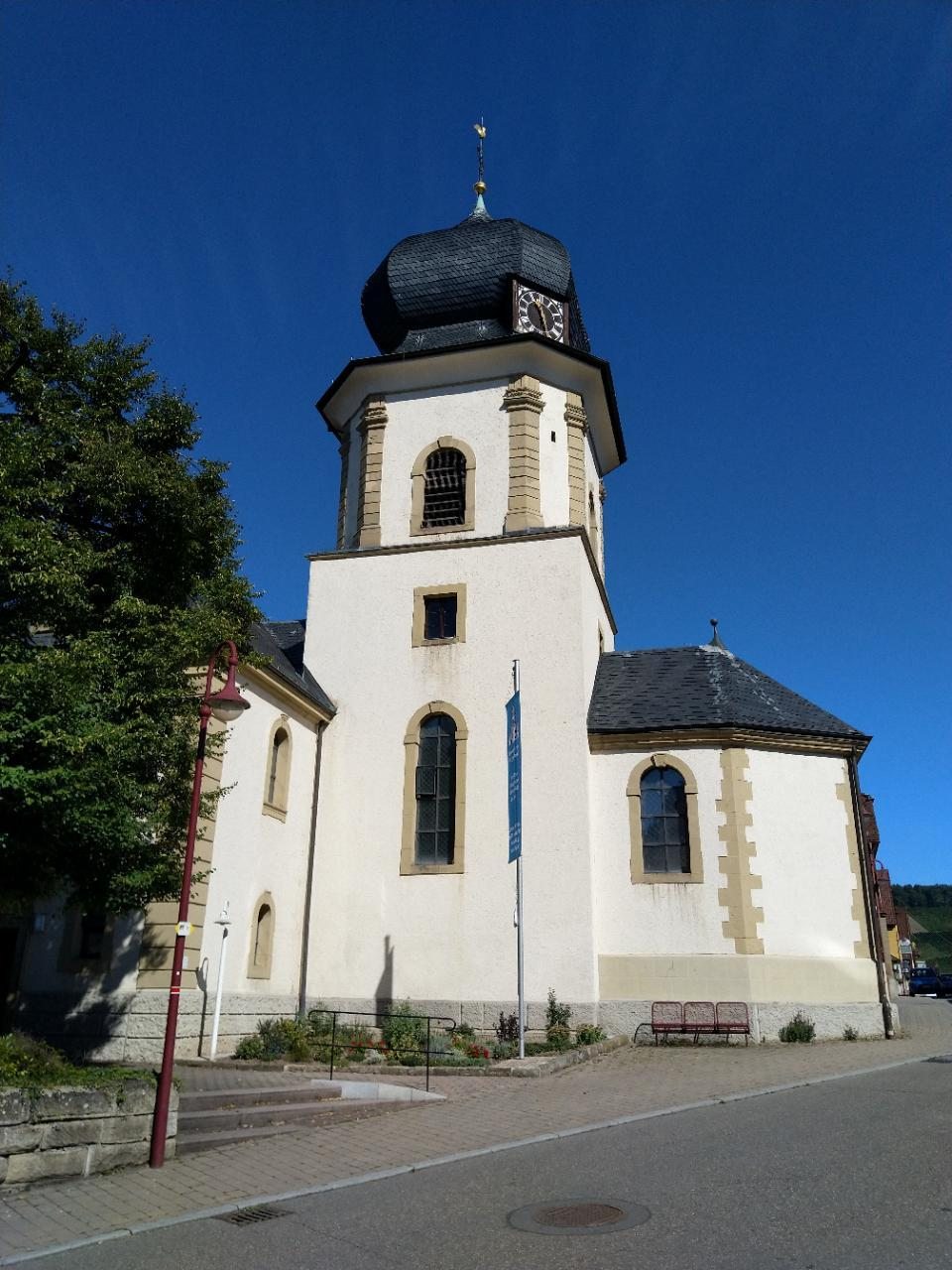
Evangelische Johanneskirche
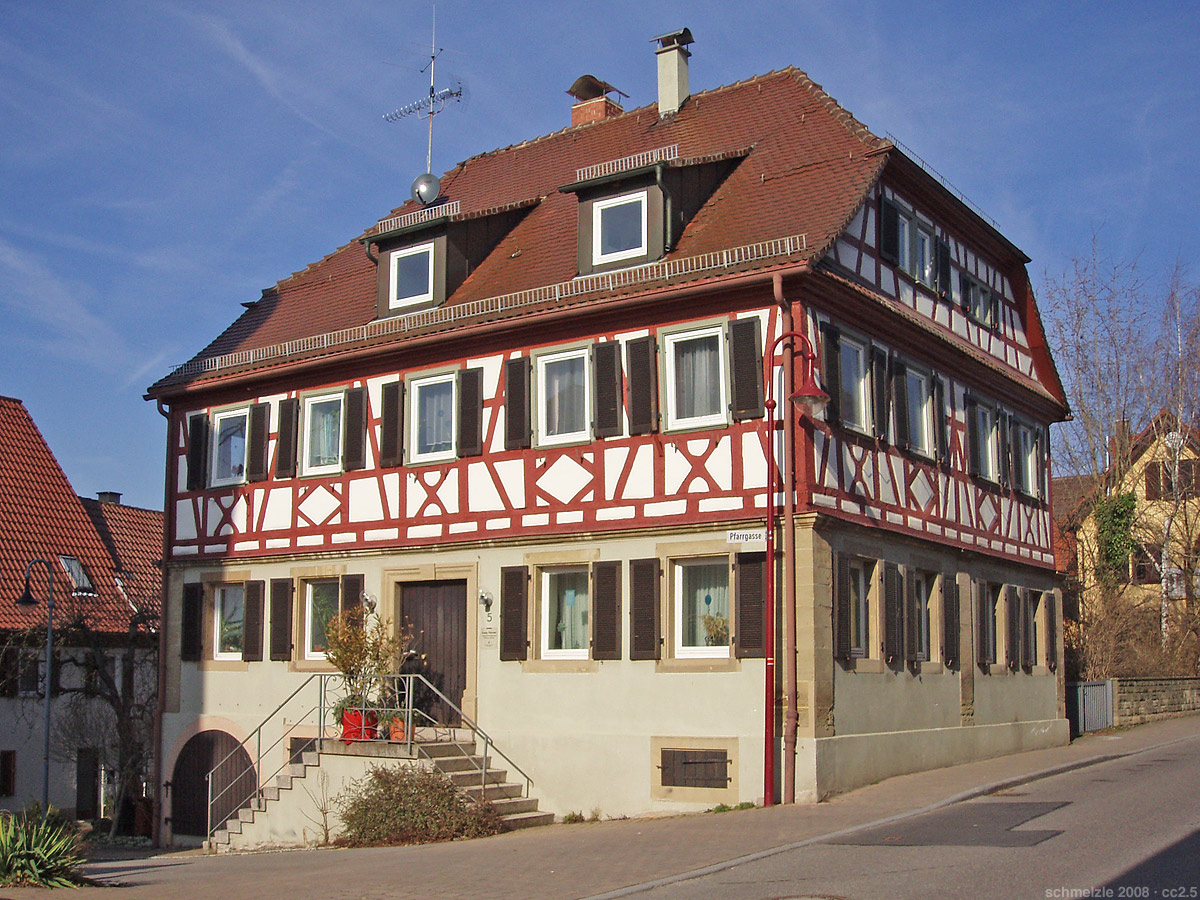
Evangelisches Pfarrhaus
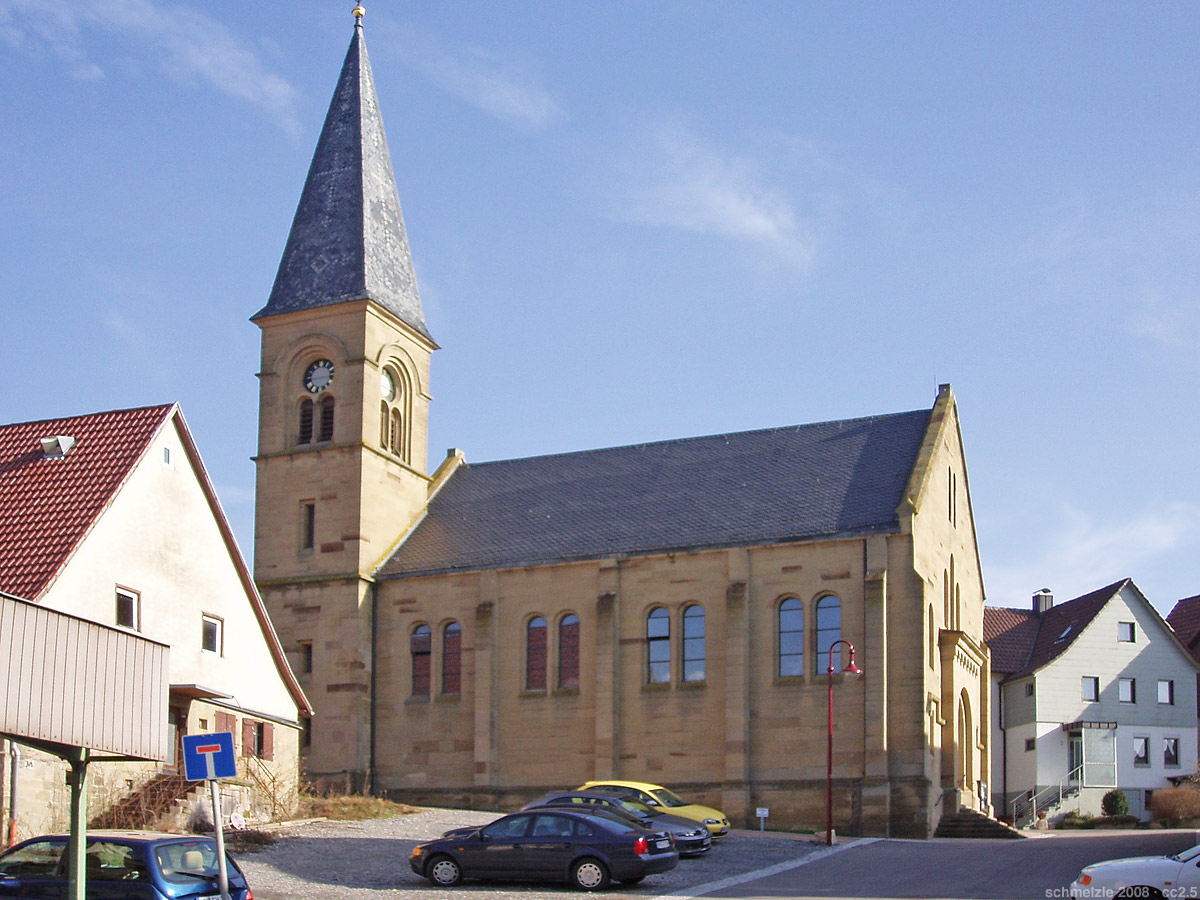
Katholische Kirche
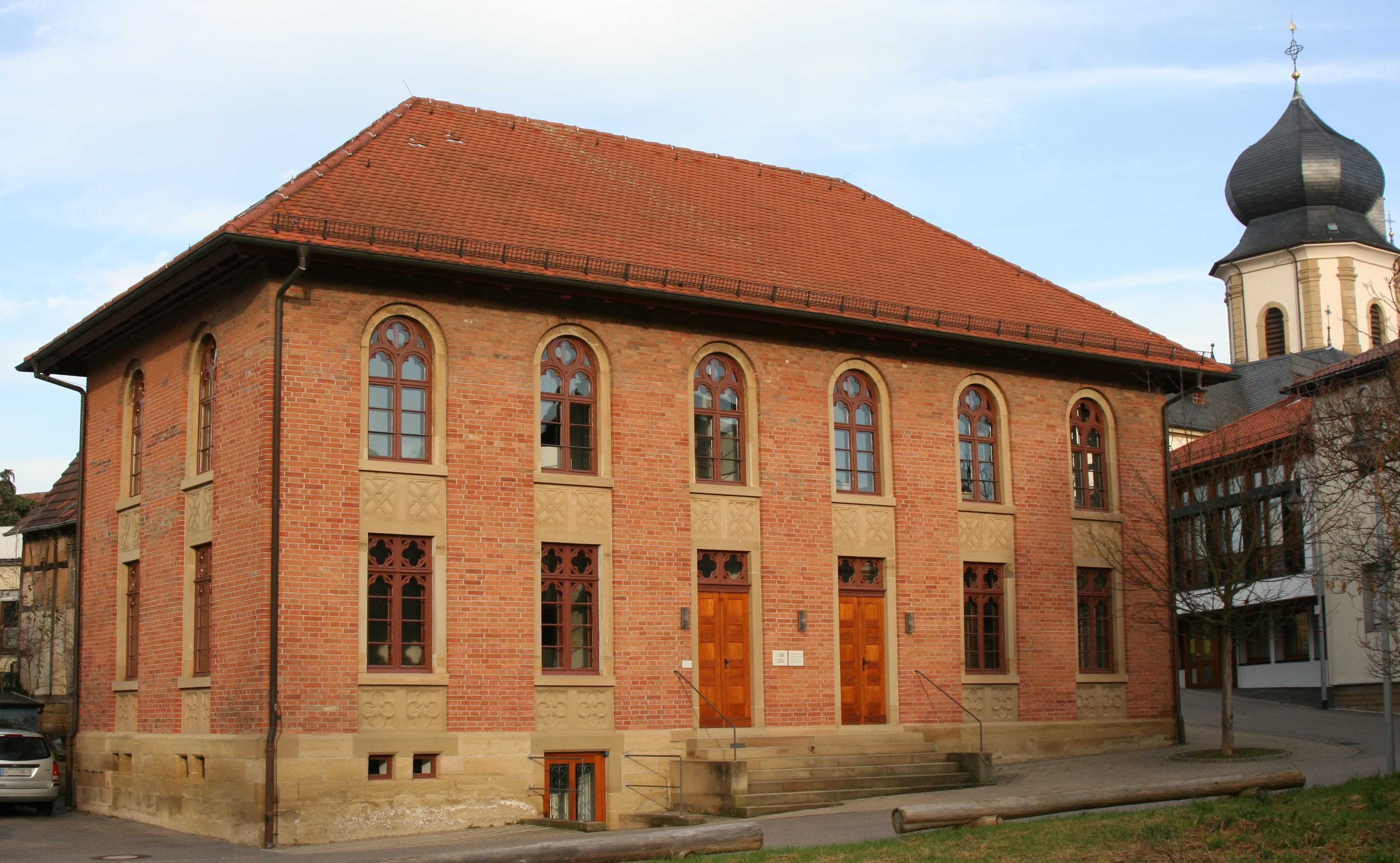
Ehemalige Synagoge in Affaltrach

### Friedhöfe
- Der ursprüngliche Friedhof des Ortes befand sich bei der Johanneskirche, der ab 1819 vom heutigen Affaltracher Friedhof ersetzt wurde.
- Der Jüdische Friedhof in Affaltrach wurde bereits im 17. Jahrhundert angelegt, die Inschriften von über 500 Grabsteinen konnten in einer vollständigen Dokumentation 1998 in einer übersetzten Form dargestellt werden.

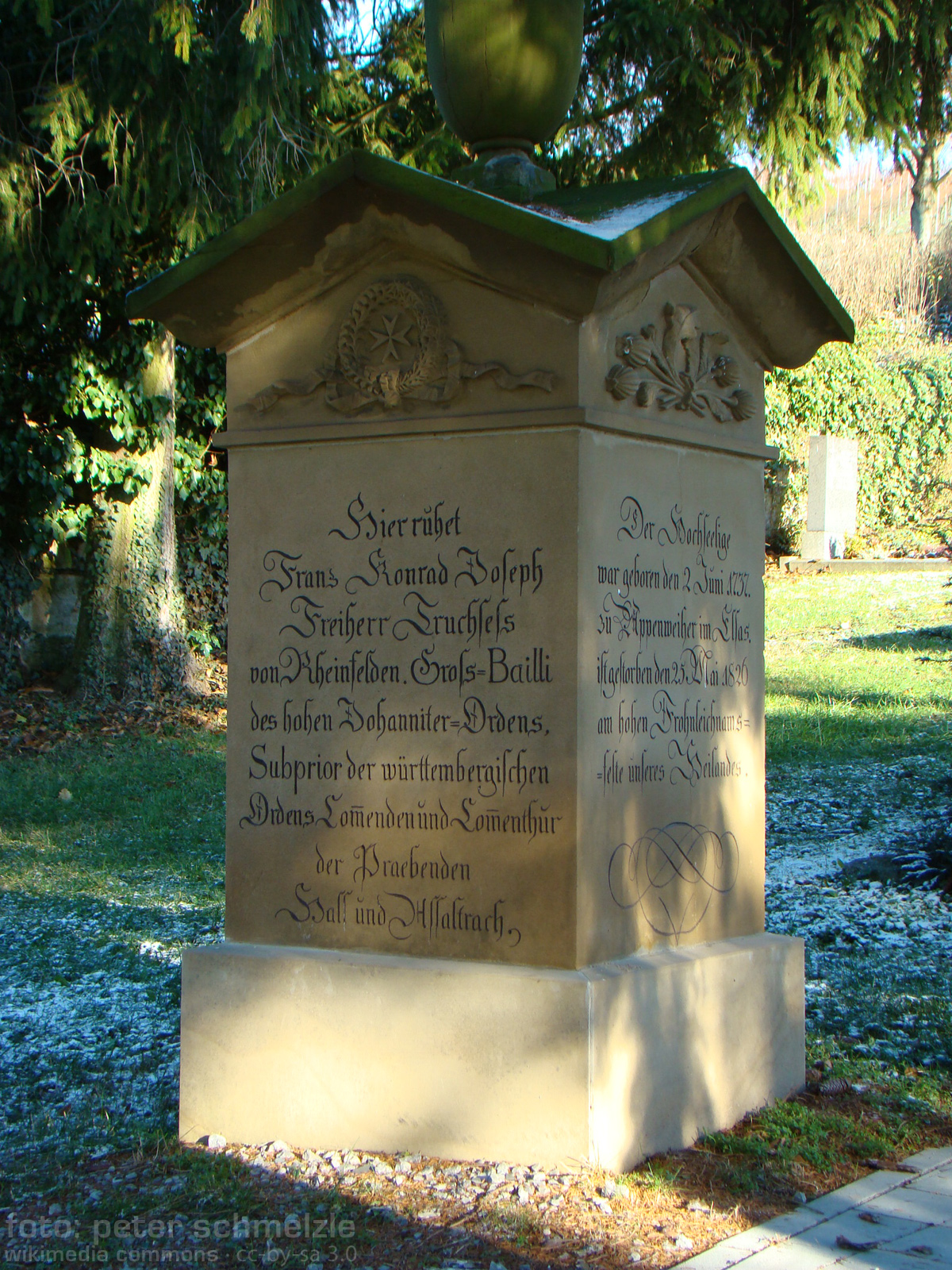
Grabmal von Franz Konrad Joseph Truchsess von Rheinfelden  auf dem Affaltracher Friedhof
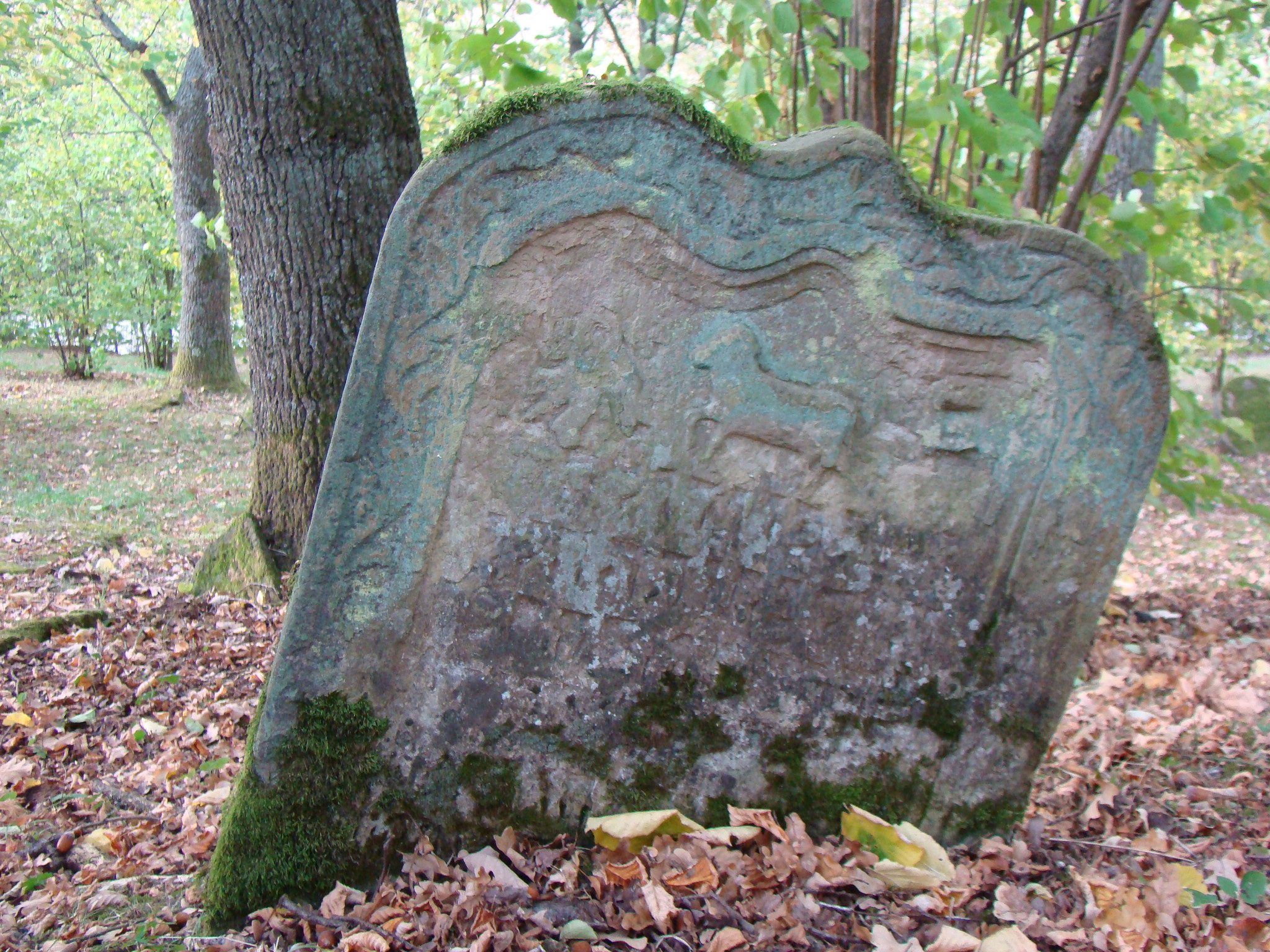
Grabmal für Rabbi Ascher Lämmle im jüdischen Friedhof, Affaltrach

## Persönlichkeiten
- Wilhelm Hugo Klink (1875–1922), Anarchist und Dramatiker
- August Thalheimer (1884–1948), kommunistischer Politiker
- Bertha Thalheimer (1883–1959), kommunistische Politikerin